# Eupithecia rubiginifera
Eupithecia rubiginifera är en fjärilsart som beskrevs av Louis Beethoven Prout 1913. Eupithecia rubiginifera ingår i släktet Eupithecia och familjen mätare. Inga underarter finns listade i Catalogue of Life.